# Eudes de Châteauroux
Eudes de Châteauroux (Châteauroux, 1190 circa – Orvieto, 25 gennaio 1273) è stato un cardinale e vescovo cattolico francese.

## Biografia
Nacque a Châteauroux intorno al 1190.
Studiò all'Università di Parigi, ove divenne professore (1229) e cancelliere (1238 - 1244).
Papa Innocenzo IV lo elevò al rango di cardinale nel concistoro del 28 maggio 1244, con il titolo di Cardinale vescovo di Frascati. Dal 1254 fu decano del Sacro Collegio. Partecipò al primo Concilio di Lione (1245). 
Fu cardinale legato in Francia dal luglio 1245 al marzo 1246, per predicare la partecipazione alla crociata. Nel 1248 fu cardinale legato in Terra santa, accompagnandovi re Luigi IX, che aveva organizzato la settima crociata. 
Morì il 25 gennaio 1273 all'età di circa 83 anni.

### Elezioni papali
Durante il suo periodo di cardinalato, Eudes de Châteauroux partecipò alle seguenti elezioni papali:
- Elezione papale del 1261, nella quale fu eletto papa Urbano IV
- Elezione papale del 1264-1265, nella quale fu eletto papa Clemente IV
- Elezione papale del 1268-1271, nella quale fu eletto papa Gregorio X

Non partecipò invece alla elezione papale del 1254, nella quale fu eletto papa Alessandro IV.

## Successione apostolica
La  successione apostolica è:
- Arcivescovo Nicolas McMaolissa (1272)